# Francesco Ferruccio (croiseur)
Le Francesco Ferruccio était un croiseur blindé de la classe Giuseppe Garibaldi construit pour la Marine royale italienne (Regia Marina) au cours de la première décennie du XXe siècle.
Le navire a été déployé à plusieurs reprises en Méditerranée orientale et au Levant au cours de sa carrière. Au début de la guerre italo-turque de 1911-12, il a bombardé Tripoli, puis Beyrouth au début de 1912 avant d'être transféré en Libye. Pendant la Première Guerre mondiale, les activités du Francesco Ferruccio sont limitées par la menace des sous-marins (U-boot) austro-hongrois et il devient un navire-école en 1919. Le navire a été rayé du registre naval en 1930 et ensuite mis à la ferraille.

## Conception et description

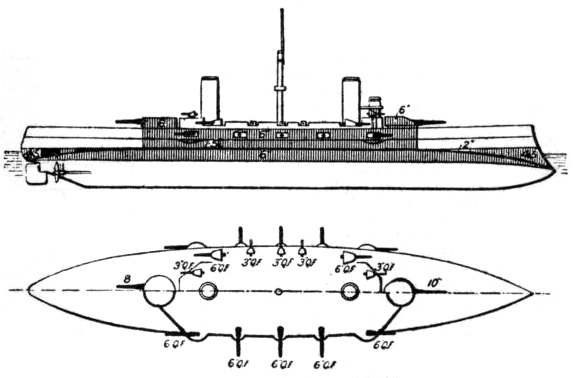
Élévation droite et dessin en plan des croiseurs blindés de la classe Giuseppe Garibaldi, tirés de Brassey's Naval Annual.

Le Francesco Ferruccio avait une longueur hors-tout de 111,8 mètres, une largeur de 18,2 mètres et un tirant d'eau profond de 7,3 mètres. Il déplaçait 7 350 tonnes métriques (7 230 tonnes longues) à charge normale. Le navire était propulsé par deux moteurs à vapeur verticaux à triple expansion, chacun entraînant un arbre, utilisant la vapeur de 24 chaudières Belleville alimentées au charbon. Les moteurs avaient une puissance nominale de 13 500 chevaux-vapeur indiqués (10 100 kW) et étaient conçus pour donner une vitesse d'environ 20 nœuds (37 km/h). Il avait une autonomie de croisière de 5 500 milles nautiques (10 200 km) à 10 nœuds (19 km/h). Son effectif se composait habituellement de 555 officiers et hommes de troupe et de 578 lorsqu'il servait de navire-amiral.
Son armement principal consistait en un canon de 254 millimètres (10 pouces) calibre 40 dans une tourelle à l'avant de la superstructure et deux canons de 203 millimètres (8 pouces) dans une tourelle jumelée à l'arrière. Dix des canons de 152 millimètres (6 pouces) qui constituaient son armement secondaire étaient disposés dans des casemates au milieu du navire ; les quatre autres canons de 152 millimètres étaient montés sur le pont supérieur. Le Francesco Ferruccio possédait également dix canons de 76 mm (3 in) et six canons de 47 mm (1,9 in) pour se défendre contre les torpilleurs. Il était équipé de quatre tubes lance-torpilles de 450 mm.
La ceinture blindée de la ligne de flottaison du navire avait une épaisseur maximale de 150 mm au milieu du navire et diminuait à 80 millimètres vers les extrémités du navire. Le poste de commandement, les casemates et les tourelles d'artillerie étaient également protégés par un blindage de 150 mm. Son blindage de pont était de 37 mm d'épaisseur et les canons de 152 mm sur le pont supérieur étaient protégés par des boucliers de 50 mm d'épaisseur.

## Construction et service
La quille du Francesco Ferruccio, nommé d'après le condottiere Francesco Ferruccio, a été posée à l'arsenal naval de Venise le 19 août 1899 et lancé le 23 avril 1902, date à laquelle il a été baptisé par la duchesse de Gênes. Il a été achevé le 1er septembre 1905. Pendant les manœuvres de la flotte en 1905, il a été affecté à la force " hostile " qui bloquait La Maddalena, en Sardaigne. Avec ses navires-jumeaux (sister ship) Giuseppe Garibaldi et Varese, le navire était à Marseille, en France, les 15 et 16 septembre 1906 pour participer à une revue de la flotte pour Armand Fallières, président de la France, à cette dernière date. Le Francesco Ferruccio a fait une croisière au Levant en juillet 1909 et a été déployé en Crète du 26 juin 1910 à janvier 1911, retournant à Tarente le 25 janvier.
Lorsque la guerre italo-turque commence le 29 septembre 1911, le Francesco Ferruccio est affecté à la 4e division de la 2e escadre de la flotte méditerranéenne, avec ses navires-jumeaux Giuseppe Garibaldi et Varese. Le Francesco Ferruccio et le Giuseppe Garibaldi bombardèrent Tripoli les 3 et 4 octobre tandis que le Varese se tenait au large pour surveiller les éventuels navires ottomans. Le bombardement désordonné a tué 12 soldats ottomans et en a gravement blessé 23 autres, en plus de 7 civils morts. Le 13 octobre, les trois navires-jumeaux ont navigué jusqu'à Augusta, en Sicile, pour se ravitailler en charbon. Le Francesco Ferruccio et le Giuseppe Garibaldi ont bombardé Beyrouth le 24 février 1912, coulant le vieux cuirassé ottoman Avnillâh et forçant le torpilleur Ankara à se saborder. Le Varese est parfois crédité d'avoir également participé au bombardement, qui a tué plus de 140 civils et en a blessé plus de 200 autres. Le navire a ensuite été transféré en Libye où il est resté jusqu'à la fin de la guerre. Pendant la première guerre des Balkans, il a été déployé en Albanie du 18 février au 5 juin 1913, puis il y a effectué un autre déploiement du 4 janvier au 7 février 1914.
Lorsque le royaume d'Italie a déclaré la guerre aux Puissances centrales en mai 1915, il a été affecté à la 5e division de croiseurs, basée à Brindisi. Le 5 juin, la division a bombardé des lignes ferroviaires près de Ragusa et a quitté Brindisi le soir du 17 juillet pour faire de même près de Ragusa Vecchia le lendemain matin. Peu après le début du bombardement à 4h00, le Giuseppe Garibaldi est torpillé par le sous-marin austro-hongrois U-4. Frappé par une seule torpille, le croiseur coule en quelques minutes, bien que seuls 53 membres d'équipage aient été tués. La division s'est immédiatement repliée pour éviter d'autres attaques, laissant trois destroyers derrière elle pour secourir les survivants. La perte du Giuseppe Garibaldi et le naufrage du croiseur blindé Amalfi par un autre sous-marin le 7 juillet ont sérieusement limité les activités des autres navires basés dans la mer Adriatique. Le Francesco Ferruccio a été brièvement stationné au Levant du 19 novembre au 22 décembre avant de retourner à Brindisi où il a escorté des convois vers l'Albanie et patrouillé la côte albanaise pour le reste de la guerre.
Le Francesco Ferruccio est devenu un navire-école pour les cadets en 1919 et a finalement été converti pour ce rôle en 1924. Le 30 juillet 1922, il est entré en collision avec le cargo espagnol Ayala Mendi dans le Golfe de Gascogne ; le Ayala Mendi a coulé avec la perte d'un membre de son équipage de 33 hommes,,,.
Le Francesco Ferruccio est rayé de la liste de la Marine le 1er avril 1930 et mis à la ferraille.

## Sources
- (en) Cet article est partiellement ou en totalité issu de l’article de Wikipédia en anglais intitulé « Italian cruiser Francesco Ferruccio » (voir la liste des auteurs).